# Благаје
Благаје (алб. Bllagajë) је насељено место у општини Пећ, на Косову и Метохији. Према попису становништва из 2011. у насељу је живело 773 становника. Село је након 1999. познато и као Аришт (алб. Arrisht).

## Становништво
Према попису из 2011. године, Благаје има следећи етнички састав становништва:
| Националност | 2011.        |
| Албанци      | 721 (93,27%) |
| Египћани     | 48 (6,21%)   |
| Бошњаци      | 4 (0,52%)    |
| Укупно       | 773          |

| Година       | 1948 | 1953 | 1961 | 1971 | 1981 | 1991 | 2011 |
| ------------ | ---- | ---- | ---- | ---- | ---- | ---- | ---- |
| Становништво | 207  | 221  | 327  | 474  | 635  | 695  | 773  |

|  |